# Voleur de joules
 (mai 2016).
Si vous disposez d'ouvrages ou d'articles de référence ou si vous connaissez des sites web de qualité traitant du thème abordé ici, merci de compléter l'article en donnant les références utiles à sa vérifiabilité et en les liant à la section « Notes et références ».
 (juillet 2013).
Le contenu est difficilement compréhensible vu les erreurs de traduction, qui sont peut-être dues à l'utilisation d'un logiciel de traduction automatique.

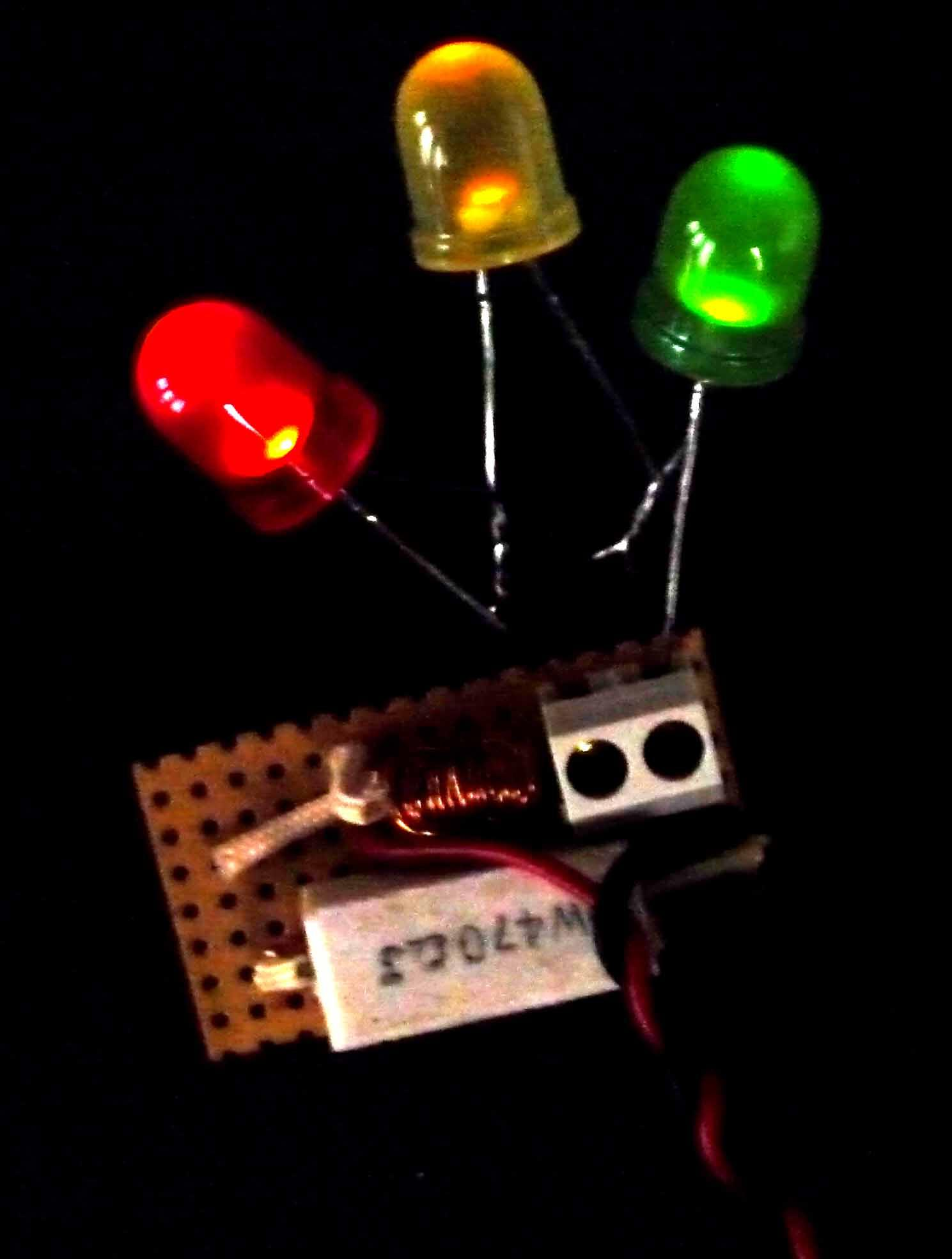
Voleur de joules à trois DEL.

Un voleur de joules est un circuit électronique amplificateur de tension auto-oscillant minimaliste : petit, peu coûteux et facile à fabriquer, il est généralement utilisé pour alimenter de petits appareils (lampe de poche, baladeur numérique, chargeur de téléphone, etc.) qui ne demandent que peu de courant. Il permet de décharger quasiment entièrement une pile ou un accumulateur à cellule unique, là où d'autres systèmes la déclareraient entièrement déchargée, ou morte. Un avantage de ce circuit tient au fait qu'il est possible de faire fonctionner une ou plusieurs DEL à partir d'une tension de seulement 0,7 V.

## Description
Le circuit voleur de joules permet d'amplifier la tension d'une source (pile ou un accumulateur) au-dessus de la tension minimale nécessaire au fonctionnement de l'appareil qui y est connecté. On peut donc utiliser ses piles et accumulateurs plus longtemps car, même quand leur tension chute en dessous de leur tension de service, le voleur de joules la remonte. Le voleur de joules extrait les derniers joules disponibles de la source, d'où son nom.
Le circuit utilise les propriétés auto-oscillantes de l'oscillateur à blocage pour former un convertisseur élévateur de tension (non régulée). Comme toutes les technologies de conversion de puissance et conformément à la loi de conservation de l'énergie, aucune énergie n'est créée par le circuit. En fait, la tension de sortie est relevée en contrepartie d'une consommation de courant augmentée à l'entrée. En conséquence, la quantité d'énergie entrant dans le circuit est la même que celle qui en sort, diminuée des pertes dues au processus de conversion.
Exemple :
- à l'entrée, on a 1,5 V × 1,0 A = 1,5 W (puissance consommée) ;
- à la sortie, on a 3,0 V × 0,4 A = 1,2 W (puissance fournie) + 0,3 W (pertes).

Le terme anglais, joule thief, est un jeu de mots avec l'expression presque homophone jewel thief (« voleur de bijoux »).

## Applications
Le voleur de joules peut alimenter de petits appareils tels que lampe de poche, baladeur numérique, sonnette, chargeur, etc. On peut utiliser diverses sources d'énergie pour l'alimenter, telles que pile, accumulateur, cellule photovoltaïque, module à effet Peltier, dynamo de bicyclette (montée sur une petite éolienne ou une micro-turbine), etc.

## Histoire
Ce circuit a été décrit en 1999 par Z. Kaparnik. Il se composait d'un convertisseur de tension simple (transformateur de tension transistorisé à rétroaction inspiré de l'oscillateur à blocage). À l'origine, il utilisait un tube à vide datant d'avant la Seconde Guerre mondiale. Le nom joule thief a été donné par Clive Mitchell à sa variante du circuit de Kaparnik qui consistait en une cellule unique, un seul transistor NPN BC549, une bobine à deux enroulements, une unique résistance de 1 000 Ω et une DEL blanche. Le nom joule thief est devenu populaire et certains l'ont emprunté pour l'attribuer à d'autres circuits électroniques exploitant sur des principes différents.

## Exemple

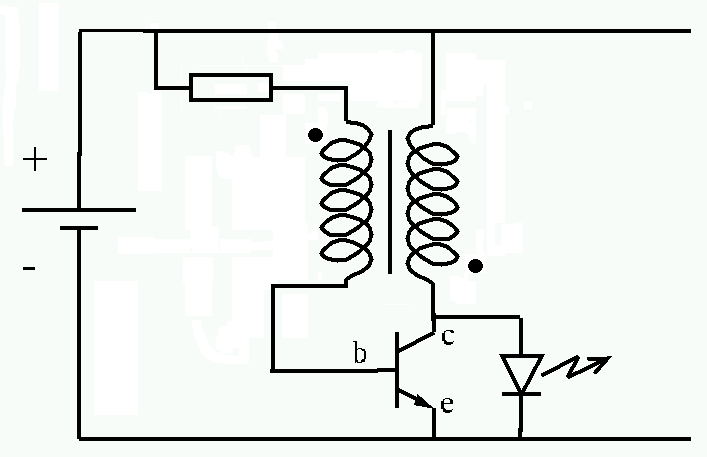
Schéma d'un circuit « voleur de joules ».

Exemple de réalisation d'un circuit de type voleur de joules à DEL. La bobine est constituée d'un tore en ferrite standard à deux enroulements de 20 spires de fil de 0,15 mm de diamètre. Le circuit peut utiliser une tension de seulement 0,35 V environ et peut durer des semaines s'il est alimenté par une pile de type LR6/AA 1,5 V. La résistance est une 1 000 Ohm ¹⁄₄ W. Le transistor, de type NPN, peut être un BC547B, un 2SC2500, un BC337, un 2N2222, un 2N4401 ou autre de {\displaystyle V_{CEO}} = 30 V, P = 0,625 W. Une LED blanche {\displaystyle V_{f}} = 3,2 V convient.

## Fonctionnement

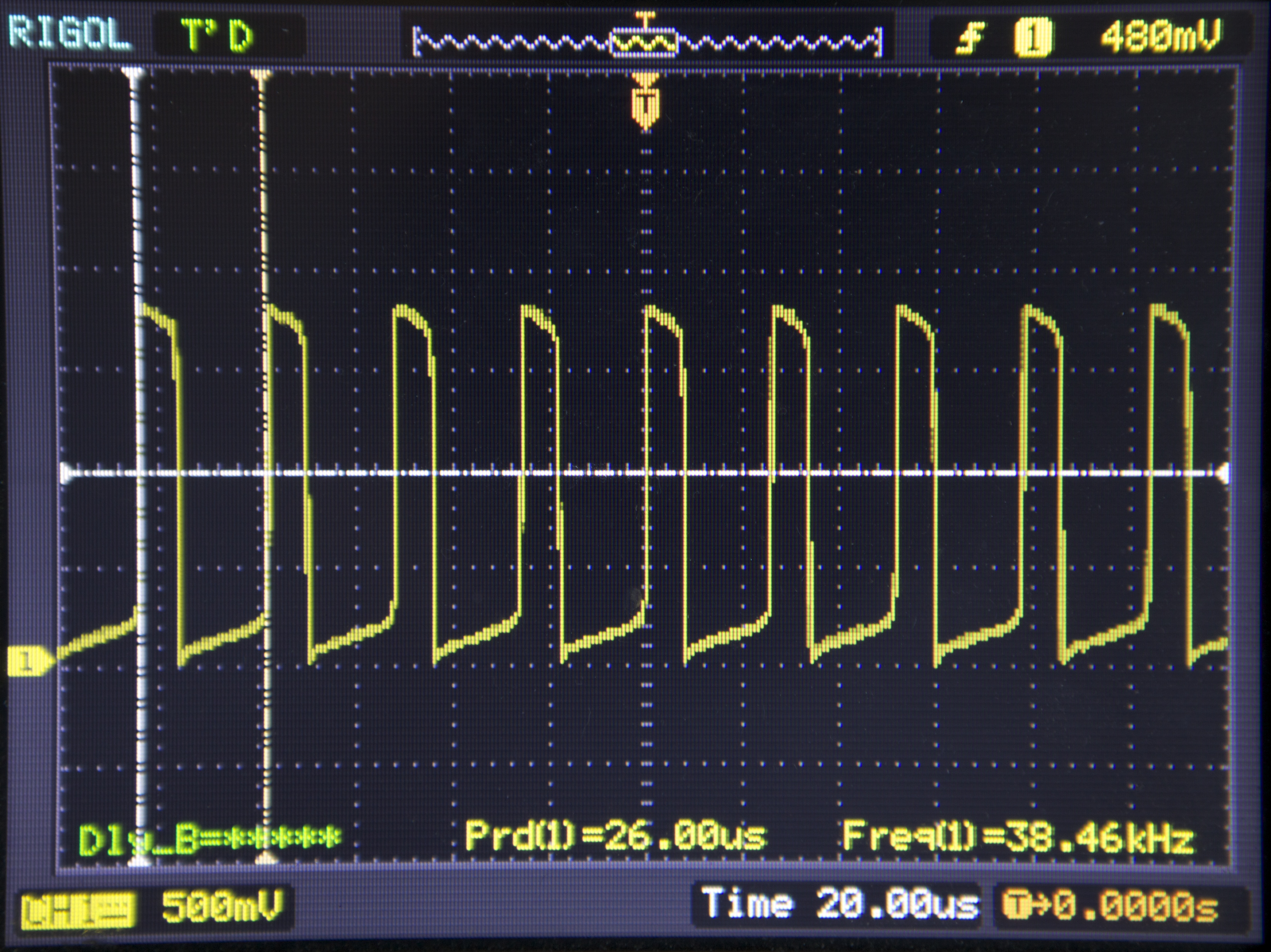
Forme d'onde d'un voleur de joules en fonctionnement, montrant un rapport cyclique de 30 % à environ 40 kHz.

Le circuit fonctionne par commutation rapide du transistor. Au démarrage, le courant traverse la base du transistor à travers la résistance de polarisation, l'enroulement secondaire et la jonction base-émetteur du transistor. Cela commence à rendre le transistor conducteur, ce qui permet le passage du courant à travers l'enroulement primaire. Cela induit une tension dans l'enroulement secondaire (positive, en raison de la polarité d'enroulement, voir les points sur le schéma), qui rend le transistor encore plus conducteur en augmentant le courant de polarisation. Ce processus auto-oscillant (contre-réaction positive) rend le transistor conducteur presque instantanément en le mettant dans la zone de saturation, ce qui rend la jonction collecteur-émetteur équivalente à un interrupteur fermé (avec une tension VCE de seulement environ 0,1 V, en supposant que le courant de base soit suffisamment élevé). Avec l'enroulement primaire connecté ainsi aux bornes de la batterie, le courant augmente à un rythme proportionnel à la tension d'alimentation divisée par l'inductance. Le blocage du transistor s'effectue par des mécanismes différents selon la valeur de la tension d'alimentation.
Le principal mode de fonctionnement repose sur la non-linéarité de l'inducteur (ceci ne s'applique donc pas aux bobines à noyau d'air). Le courant augmente jusqu'au moment (qui dépend du matériau et de la géométrie du noyau) où la ferrite sature (le noyau peut aussi être fait d'un matériau autre que de la ferrite). Le champ magnétique résultant cesse alors d'augmenter et le courant induit dans l'enroulement secondaire cesse, ce qui réduit le courant de base du transistor. Le transistor commence alors à devenir moins conducteur. Le champ magnétique commence à baisser, et le courant de la bobine est redirigé vers la LED (la tension à ses bornes augmente jusqu'à ce que la conduction se produise) et induit un courant inverse dans le secondaire, bloquant le transistor brutalement.
À des tensions d'alimentation inférieures c'est un mode de fonctionnement différent qui s'applique : le gain d'un transistor n'est pas linéaire avec {\displaystyle V_{CE}}. Pour des tensions d'alimentation faibles (à partir de 0,75 V et au-dessous) le transistor nécessite un courant de base plus important pour maintenir la saturation alors que le courant collecteur augmente. Ainsi, quand il atteint un courant collecteur critique, le courant de base disponible devient insuffisant et le transistor commence à se bloquer et l'action de rétroaction positive décrite précédemment se produit bloquant brutalement le transistor.
En résumé, une fois que le courant dans les bobines cesse d'augmenter pour une raison quelconque, le transistor cesse d'être conducteur (et ouvre l'"interrupteur"  collecteur-émetteur). La baisse soudaine du champ magnétique, génère cependant une tension plus importante pour que la charge devienne conductrice, et le courant de l'enroulement secondaire doit trouver un autre chemin.
Lorsque le champ est revenu à zéro, la séquence entière se reproduit ; avec la batterie augmentant le courant dans le primaire jusqu'à ce que le transistor devienne conducteur.
Si la charge du circuit est très faible, le taux d'augmentation de la tension et la tension maximum au niveau du collecteur ne sont limitées que par les capacités parasites, et peut s'élever jusqu'à plus de 100 fois la tension d'alimentation. Pour cette raison, il est impératif qu'une charge soit toujours connectée sinon le transistor risque d'être détruit. Comme {\displaystyle V_{CE}} est identique sur le secondaire, la destruction du transistor en raison d'une faible charge est souvent due au dépassement de la limite de tension inverse {\displaystyle V_{BE}} (ce qui se produit à une valeur beaucoup plus faible que {\displaystyle V_{CE_{max}}}).
Le transistor dissipe très peu d'énergie, même à des fréquences d'oscillation élevées, car il passe le plus clair de son temps en état complètement saturé (conducteur) ou bloqué, ce qui minimise les pertes de commutation et donc son échauffement.
La fréquence de commutation dans le circuit exemple ci-contre est d'environ 50 kHz. La diode électroluminescente clignote à ce rythme, mais la persistance rétinienne de l'œil humain fait que cela ne se remarque pas.

### Stabilisation de la tension de sortie
Quand une tension de sortie plus constante est souhaitée, on peut ajouter un régulateur de tension à la sortie du premier schéma. Dans cet exemple simple, d'un régulateur shunt, une diode de blocage ({\displaystyle D_{rect}}) permet l'enroulement secondaire pour charger un condensateur de filtrage ({\displaystyle C_{filter}}), mais empêche le transistor de décharger le condensateur. Une diode Zener ({\displaystyle Z1}) est utilisée pour limiter la tension de sortie maximale.

## Systèmes concurrents
Le brevet US 4734658 décrit en 1987 un circuit oscillateur axé sur la basse tension, capable de fonctionner avec seulement 0,1 volt. Il s'agit d'une tension de fonctionnement beaucoup plus faible que celle nécessaire au voleur de joules. Cela est possible grâce à l'usage d'un JFET, qui ne nécessite pas de sollicitation à l'avant d'une jonction PN pour son fonctionnement, car elle est utilisée dans le mode d'appauvrissement. En d'autres termes, le drain-source conduit déjà, même en l'absence de tension de polarisation. Le brevet est destiné à l'usage de sources d'énergie thermoélectriques, qui sont par nature des dispositifs à basse tension. Un avantage de ce système est l’utilisation d'un JFET au silicium, plus facile à se procurer que les anciens composants au germanium.